# La Nation arabe
La Nation arabe est un journal libanais, créé à Genève par Chekib Arslan et Ihsan al-Jabiri en 1930 et disparu en 1938; ce journal influença beaucoup de chefs nationalistes arabes, en particulier les indépendantistes maghrébins.